# Galisteo
Galisteo è un comune spagnolo di 1 984 abitanti situato nella comunità autonoma dell'Estremadura, nella Provincia di Cáceres.
Il comune è caratterizzato dalle sue mura di cinta, costruite dagli Arabi tra l'VIII e il X secolo, dalla chiesa costruita sopra la moschea araba (di cui resta l'"abside mudéjar"), dal Palazzo, di cui resta soltanto la "Torre del Homenaje", chiamata "Picota" dagli abitanti).
Entro le mura si trovano delle case "señoriales" e a 1 km circa all'esterno il cimitero costruito sopra un convento i cui resti sono stati scoperti solo recentemente.
Galisteo subì un forte decremento demografico per l'emigrazione dei suoi abitanti, destino comune a tutta l'Estremadura, soprattutto dagli anni 1950-1960 e fino agli anni 1990. Attualmente il Governo della Regione sta portando avanti un piano per far tornare gli "extremeños".
Galisteo è il comune più popoloso (anche se ha appena 2 000 abitanti) di tutta la comarca di Vegas del Alagón (tranne Coria) e possiede industrie, un centro sportivo e piscine pubbliche, un Istituto e un Collegio, anche questo con un centro sportivo coperto d'uso pubblico.
Il Governo locale è fin dagli anni 1980 mantenuto da una maggioranza assoluta del Partito Socialista.
Alagón del Río, una città fondata negli anni 1950 dall'Istituto Nazionale di Colonizzazione entro i confini municipali di Galisteo, divenne un comune separato nel 2009.